# Adama Ba
Adama Ba (* 27. August 1993 in Sélibaby) ist ein mauretanischer Fußballspieler.

## Karriere

### Verein
Ba wurde im westafrikanischen Mauretanien geboren, verbrachte seine frühe Kindheit in dem Land und begann dort im Alter von sechs Jahren beim FC Sebkha mit dem Fußballspielen. Als 11-Jähriger kam er nach Frankreich und trug zunächst das Trikot des Amateurvereins Metallo Sport Chantenay aus der Stadt Nantes. Talentscouts des Stade Brest entdeckten ihn und nahmen ihn in die Jugendabteilung des Profiklubs auf. Dabei stellte er sein Können derart gut unter Beweis, dass er zu Beginn der Spielzeit 2011/12 erstmals dem Kader der Erstligamannschaft angehörte. Sein Debüt in der höchsten französischen Spielklasse erreichte er am 27. August 2011, als er bei einem 0:0-Unentschieden gegen den OGC Nizza in der Nachspielzeit der zweiten Halbzeit Eden Ben Basat ersetzte. Sein erster Einsatz auf Profiebene war ihm damit genau an seinem 18. Geburtstag geglückt. In der nachfolgenden Zeit wurde er gelegentlich für weitere Partien mit der Erstligaelf berücksichtigt, wobei ihm stets die Rolle eines Einwechselspielers zukam. Gleichzeitig lief er auch für die zweite Mannschaft und das U-19-Team von Brest auf und erreichte mit letzterem 2012 das Halbfinale der Coupe Gambardella. Zu Beginn der Saison 2012/13 wurde er jedoch mit einem Profivertrag ausgestattet und so dauerhafter Bestandteil der ersten Mannschaft. Allerdings blieb seine bisherige Rolle zunächst erhalten und es wurde in der Hinrunde selten auf ihn zurückgegriffen. Am 16. Februar 2013 stand er bei einem 1:1 gegen den AC Ajaccio zum ersten Mal in der Startelf. Erst zum Saisonende hin setzte der Trainer regelmäßig auf ihn, doch Ba konnte nichts mehr zur Abwendung des Sturzes in die Zweitklassigkeit beitragen.
Nach dem Abstieg von Brest 2013 konnte er persönlich dennoch in der obersten Liga Frankreichs bleiben, da ihn der auf Korsika beheimatete SC Bastia unter Vertrag nahm. Für den Wechsel wurde keine Ablösesumme fällig. Am 17. August desselben Jahres absolvierte er bei einem 2:0 gegen den FC Valenciennes seine erste Partie im Trikot seines neuen Arbeitgebers und erzielte dabei nur vier Minuten nach seiner Einwechselung sein erstes Tor überhaupt in der Liga. In der nachfolgenden Zeit blieb es ähnlich wie zuvor in Brest bei gelegentlichen Einsätzen, bei denen er häufig eingewechselt wurde. Im August 2014 wurde er an den Zweitligisten Chamois Niort verliehen, um bei diesem mehr Spielpraxis zu erhalten. Bei Niort konnte er sich etablieren und wurde regelmäßig aufgeboten, ohne jedoch einen festen Stammplatz zu besetzen. Im Vorfeld der Spielzeit 2015/16 kehrte er zunächst nach Bastia zurück, wechselte aber wenig später zum Zweitligisten AJ Auxerre.
Im Sommer 2017 wechselte Ba in die Türkei zum Zweitligisten Gazişehir Gaziantep FK und nach einer Saison zum Ligarivalen Giresunspor.

### Nationalmannschaft
Ein 0:0 in einem Freundschaftsspiel gegen Kanada stellte am 9. August 2013 Bas erste Begegnung dar, die er für die mauretanische Nationalelf bestreiten durfte. Dem folgten für den zum Zeitpunkt des Debüts 19-Jährigen anschließend regelmäßig weitere Berufungen. Nur zwei Tage nach seinem ersten Länderspiel trat er mit der Mannschaft erneut gegen Kanada an, erzielte sein erstes Tor auf internationaler Ebene und sorgte damit zugleich für den 1:0-Endstand.